# Monty Banks

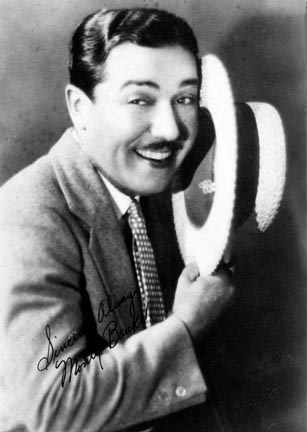
Monty Banks

Monty Banks, eigentlich Mario Bianchi, (* 18. Juli 1897 in Cesena, Italien; † 7. Januar 1950 in Arona, Italien) war ein italienisch-amerikanischer Komiker, Filmschauspieler sowie Filmregisseur, Filmproduzent und Drehbuchautor.

## Leben
Mario Bianchi wanderte im Jahr 1914 aus Italien in die Vereinigten Staaten ein, später wurde er auch US-Bürger. Ab 1916 war er als Filmschauspieler tätig und spielte unter anderem für das Filmstudio von Roscoe Arbuckle. Anfang der 1920er-Jahre war Banks so beliebt, dass er als Hauptdarsteller von über 35 Kurzfilm-Komödien spielte, später wandte er sich auch Filmen in Spielfilmlänge zu. Der Anbruch des Tonfilms und damit die Offenlegung seines starken italienischen Akzentes beschädigten seine Filmkarriere als Komiker. Daraufhin wandte er sich der Regiearbeit und dem Schreiben von Gags für andere Komiker zu. Sein letzter Film, in dem er Regie führte, war 1941 der Laurel-und-Hardy-Film Schrecken der Kompanie (Great Guns).
Von 1929 bis zur Scheidung 1932 war er mit der Schauspielerin Gladys Frazin verheiratet, die Ehe hielt bis zu seinem Tod. 1940 heiratete Banks die britische Schauspielerin und Sängerin Gracie Fields. Da Italien Kriegsgegner der Briten war, wanderten die beiden nach Nordamerika aus.  Er starb mit nur 52 Jahren an einem Herzinfarkt.

## Filmografie (Auswahl)

### Als Regisseur
- 1924: Hot Sands (auch Schauspieler)
- 1928: Pat und Patachon, die blinden Passagiere (Cocktails)
- 1930: Liebestoll (The Compulsory Husband) (auch Schauspieler)
- 1934: The Church Mouse
- 1935: George bricht alle Rekorde (No Limit) (auch Schauspieler)
- 1935: Man of the Moment (auch Schauspieler)
- 1936: Keep Your Seats, Please!
- 1939: Shipyard Sally
- 1941: Schrecken der Kompanie (Great Guns) (auch Schauspieler)

### Nur Schauspieler
- 1916: Cold Hearts and Hot Flames
- 1919: Love
- 1919: The Grocery Clerk
- 1920: Die Werkstatt (The Garage, Kurzfilm)
- 1927: Hochzeitsreise (Horse Shoes)
- 1927: Hoppla wir fliegen (Flying Luck)
- 1928: Monty, der Wüstling (A Perfect Gentleman)
- 1928: Heiraten und nicht verzweifeln (Adam's Apple)
- 1928: Wochenend-Ehen (Weekend Wives)
- 1929: Atlantic
- 1932: Hold 'Em Jail
- 1941: König der Toreros (Blood and Sand)
- 1945: A Bell for Adano